# Championnat d'Irlande des rallyes
Le Championnat d'Irlande des rallyes, ou Irish Tarmac Rally Championship, oppose annuellement des pilotes automobiles des deux Irlandes, dans une compétition unique.

## Palmarès
| Année | Champion                                        | Copilote                                        | Voiture                                         |
| ----- | ----------------------------------------------- | ----------------------------------------------- | ----------------------------------------------- |
| 2014  | Declan Boyle                                    | Brain Boyle                                     | Subaru Impreza S12B WRC                         |
| 2013  | Garry Jennings                                  | Rory Kennedy & Neil Doherty                     | Subaru Impreza S12B WRC                         |
| 2012  | Darren Gass                                     | Enda Sherry                                     | Subaru Impreza S10 WRC 2004                     |
| 2011  | Tim McNulty                                     | Paul Kiely                                      | Subaru Impreza S12B WRC 2007                    |
| 2010  | Gareth MacHale                                  | Brian Murphy                                    | Ford Focus RS WRC 06                            |
| 2009  | Eugene Donnelly                                 | Paddy Toner                                     | Škoda Fabia WRC                                 |
| 2008  | Eamonn Boland                                   | Damien Morrisey                                 | Subaru Impreza S12B WRC 2007                    |
| 2007  | Eugene Donnelly                                 | Paul Kiely                                      | Subaru Impreza S12 WRC 2006                     |
| 2006  | Eugene Donnelly                                 | Paul Kiely                                      | Toyota Corolla WRC                              |
| 2005  | Eugene Donnelly                                 | Paul Kiely                                      | Toyota Corolla WRC                              |
| 2004  | Eugene Donnelly                                 | Paul Kiely                                      | Toyota Corolla WRC                              |
| 2004  | Derek McGarrity                                 | Dermot O'Gormon                                 | Subaru Impreza S9 WRC 2003                      |
| 2003  | Derek McGarrity                                 | Dermot O'Gormon                                 | Subaru Impreza S8 WRC 2002                      |
| 2002  | Andrew Nesbitt                                  | James O'Brien                                   | Subaru Impreza S6 WRC 2000                      |
| 2001  | annulée en raison de flambée de fièvre aphteuse | annulée en raison de flambée de fièvre aphteuse | annulée en raison de flambée de fièvre aphteuse |
| 2000  | Andrew Nesbitt                                  | James O'Brien                                   | Subaru Impreza S5 WRC 99                        |
| 1999  | Ian Greer                                       | Dean Beckett                                    | Toyota Celica GT-Four ST205                     |
| 1998  | Austin McHale                                   | Brian Murphy                                    | Toyota Celica GT-Four ST185                     |
| 1997  | Austin McHale                                   | Brian Murphy                                    | Toyota Celica GT-Four ST185                     |
| 1996  | Bertie Fisher                                   | Rory Kennedy                                    | Subaru Impreza 555                              |
| 1995  | Frank Meagher                                   | Pat Moloughney                                  | Ford Escort RS Cosworth                         |
| 1994  | Kenny McKinstry                                 | Robbie Philpott                                 | Subaru Legacy RS                                |
| 1993  | Bertie Fisher                                   | Rory Kennedy                                    | Subaru Legacy RS                                |
| 1992  | Bertie Fisher                                   | Rory Kennedy                                    | Subaru Legacy RS                                |
| 1991  | Kenny McKinstry                                 | Robbie Philpott                                 | Ford Sierra Cosworth                            |
| 1990  | Bertie Fisher                                   | Rory Kennedy                                    | BMW M3                                          |
| 1989  | Russell Brookes                                 | Diekman/Wilson/Brown                            | Ford Sierra Cosworth                            |
| 1988  | Mark Lovell                                     | Terry Harryman                                  | Ford Sierra Cosworth                            |
| 1987  | Mark Lovell                                     | Roger Freeman                                   | Ford Sierra Cosworth                            |
| 1986  | Austin McHale                                   | Christy Farrell                                 | Opel Manta 400                                  |
| 1985  | Austin McHale                                   | Christy Farrell                                 | Opel Manta 400                                  |
| 1984  | Billy Coleman                                   | Ronan Morgan                                    | Opel Manta 400                                  |
| 1983  | Austin McHale                                   | Christy Farrell                                 | Vauxhall Chevette HSR                           |
| 1982  | John Coyne                                      | Christy Farrell                                 | Lotus Sunbeam                                   |
| 1981  | Jimmy McRae                                     | Ian Grindrod                                    | Opel Ascona 400                                 |
| 1980  | Jimmy McRae                                     | Frank Main                                      | Vauxhall Chevette HSR                           |
| 1979  | Brian Nelson                                    | Rodney Cole                                     | Ford Escort RS 1800                             |
| 1978  | John Taylor                                     | John Jenson                                     | Ford Escort RS 1800                             |